# Спурий Лициний
Спурий Лициний (на латински: Spurius Licinius) е политик на Римската република през 5 век пр.н.е. Произлиза от плебейската фамилия Лицинии.
През 481 пр.н.е. той е народен трибун. Консули тази година са Кезо Фабий Вибулан и Спурий Фурий Медулин Фуз, които се бият против еквите и вейите.